# Patricio Flores
Patricio Alesandro Flores Bascur (Cerro Navia, Chile, 30 de enero de 2002-) es un jugador de fútbol chileno que juega como defensa en Concón National de la Segunda División de Chile.

## Trayectoria

### Universidad Católica
Comenzó sus inferiores a la edad de 7 años en Universidad Católica. En 2019, firmó su primer contrato profesional con el club y en 2021 comenzó a tener sus primeras citaciones con el club, Flores con la partida de Valber Huerta en 2022 comenzó a ser opción en el primer equipo en los amistosos de la pretemporada de ese año, sin embargo, a pesar de ser bien considerado la institución no contaría con él, buscándole una cesión a un equipo de Primera División.

### Unión La Calera
Tras no contar con minutos en Universidad Católica, fue cedido a préstamo a Unión La Calera por toda la temporada 2022. Debutó el 18 de junio de 2022 contra Santiago Morning en un partido válido por la tercera fase de la Copa Chile, jugando 64 minutos del encuentro en la victoria de su club por 2 a 1.

## Selección nacional
Representó a Chile a través de varias categorías. Primero fue seleccionado sub-15, siendo nominado al Sudamericano de la categoría en 2017, jugando 4 partidos; luego, en la categoría sub-17 mediante la Chile Sub-17 en el Sudamericano Sub-17 de 2019 y en la Mundial Sub-17 de 2019 jugando un total de 7 partidos.

#### Participaciones en Sudamericanos
| Competencia                 | Sede      | Resultado    | PJ | Goles |
| --------------------------- | --------- | ------------ | -- | ----- |
| Sudamericano Sub-15 de 2017 | Argentina | Primera Fase | 4  | 0     |
| Sudamericano Sub-17 de 2019 | Perú      | Subcampeón   | 7  | 1     |

#### Participaciones en Copas del mundo
| Mundial                | Sede   | Resultado        | Partidos | Goles |
| ---------------------- | ------ | ---------------- | -------- | ----- |
| Mundial Sub-17 de 2019 | Brasil | Octavos de final | 0        | 0     |

## Estadísticas

### Clubes
| Club                         | Div.          | Temporada     | Liga  | Liga  | Copas Nacionales | Copas Nacionales | Torneos Internacionales | Torneos Internacionales | Total | Total |
| Club                         | Div.          | Temporada     | Part. | Goles | Part.            | Goles            | Part.                   | Goles                   | Part. | Goles |
| ---------------------------- | ------------- | ------------- | ----- | ----- | ---------------- | ---------------- | ----------------------- | ----------------------- | ----- | ----- |
| Universidad Católica · Chile | 1.ª           | 2021          | —     | —     | —                | —                | —                       | —                       | 0     | 0     |
| Universidad Católica · Chile | Total club    | Total club    | 0     | 0     | 0                | 0                | 0                       | 0                       | 0     | 0     |
| Unión La Calera · Chile      | 1.ª           |               |       |       |                  |                  |                         |                         |       |       |
| Unión La Calera · Chile      | 1.ª           | 2022          | 6     | 0     | 2                | 0                | —                       | —                       | 8     | 0     |
| Unión La Calera · Chile      | 1.ª           | 2023          | 0     | 0     | 0                | 0                | —                       | —                       | 0     | 0     |
| Unión La Calera · Chile      | Total club    | Total club    | 6     | 0     | 2                | 0                | 0                       | 0                       | 8     | 0     |
| Total carrera                | Total carrera | Total carrera | 6     | 0     | 2                | 0                | 0                       | 0                       | 8     | 0     |
| 1. 2.                        |               |               |       |       |                  |                  |                         |                         |       |       |

### Selecciones
| Selección      | Temporada     | Amistosos | Amistosos | Sudamérica | Sudamérica | Mundial | Mundial | Total | Total |
| Selección      | Temporada     | Part.     | Goles     | Part.      | Goles      | Part.   | Goles   | Part. | Goles |
| -------------- | ------------- | --------- | --------- | ---------- | ---------- | ------- | ------- | ----- | ----- |
| Sub-15 · Chile | 2017          | —         | —         | 4          | 0          | —       | —       | 4     | 0     |
| Sub-15 · Chile | Total         | 0         | 0         | 4          | 0          | 0       | 0       | 4     | 0     |
| Sub-17 · Chile | 2018          | —         | —         | —          | —          | —       | —       | 0     | 0     |
| Sub-17 · Chile | 2019          | —         | —         | 7          | 1          | —       | —       | 7     | 1     |
| Sub-17 · Chile | Total         | 0         | 0         | 7          | 1          | 0       | 0       | 7     | 1     |
| Total carrera  | Total carrera | 0         | 0         | 11         | 1          | 0       | 0       | 11    | 1     |
| 1.             |               |           |           |            |            |         |         |       |       |

### Resumen estadístico
| Competición               | Partidos | Goles |
| ------------------------- | -------- | ----- |
| Primera División de Chile | 6        | 0     |
| Copa Chile                | 2        | 0     |
| Selección Sub-15          | 4        | 0     |
| Selección Sub-17          | 7        | 1     |
| Total                     | 19       | 1     |

## Palmarés

### Títulos nacionales
| Título                    | Equipo               | País  | Año  |
| ------------------------- | -------------------- | ----- | ---- |
| Supercopa de Chile        | Universidad Católica | Chile | 2021 |
| Primera División de Chile | Universidad Católica | Chile | 2021 |